# Zwarte Piet

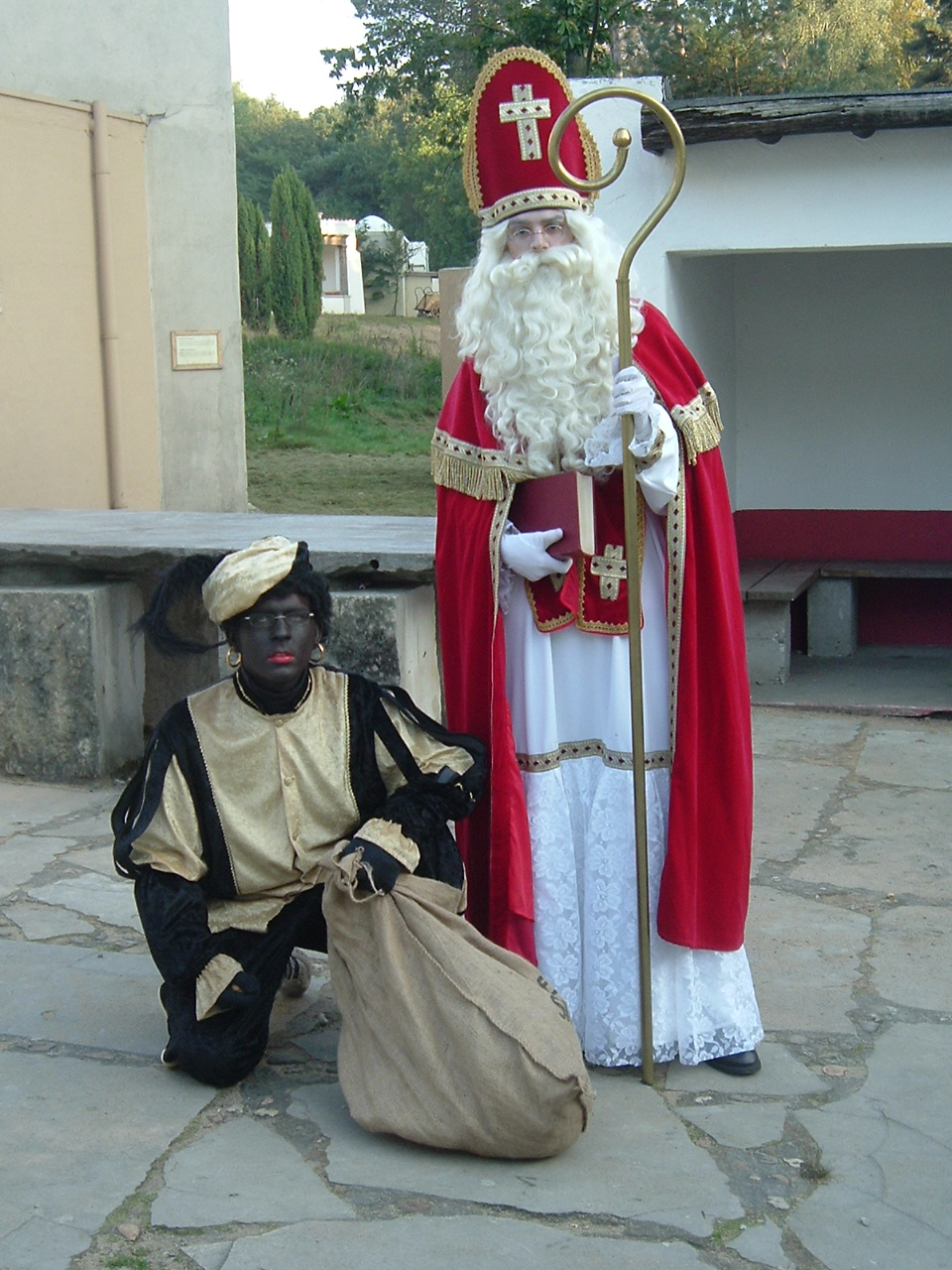
Zwarte Piet (a sinistra) e San Nicola (2005)

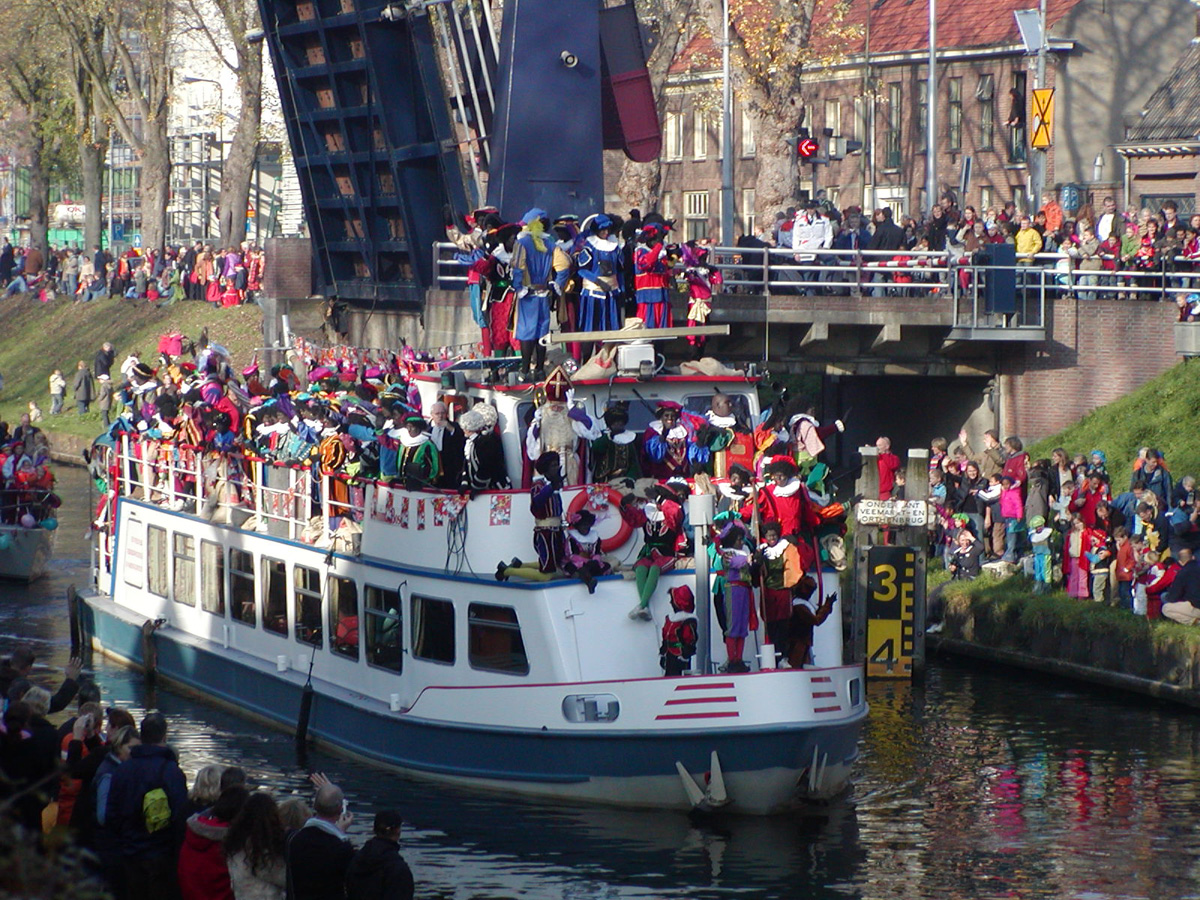
Amsterdam: l'arrivo di San Nicola/Sinterklaas e Zwarte Piet, come da tradizione, a bordo di un battello

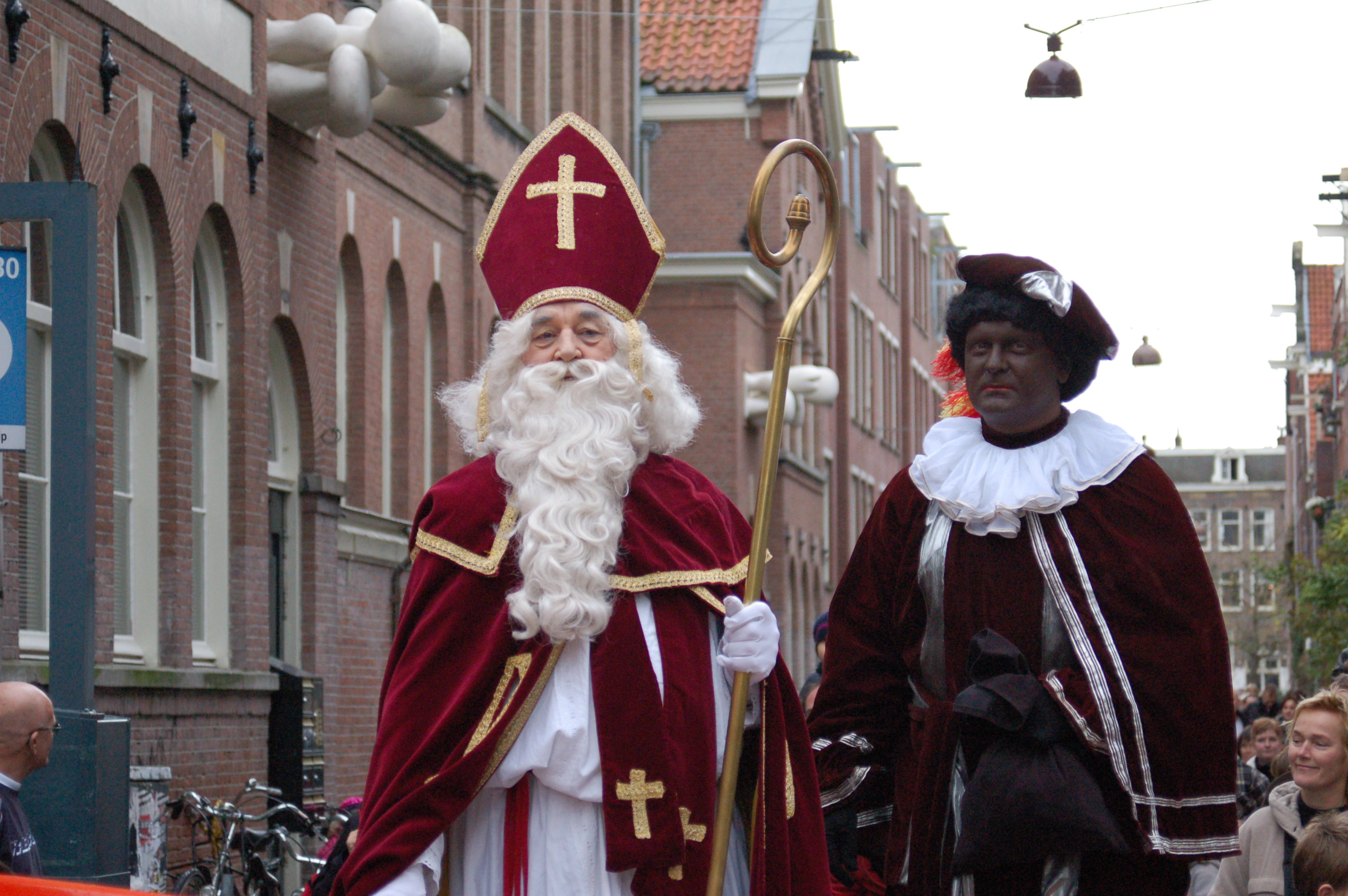
Zwarte Piet e San Nicola per le vie di Amsterdam

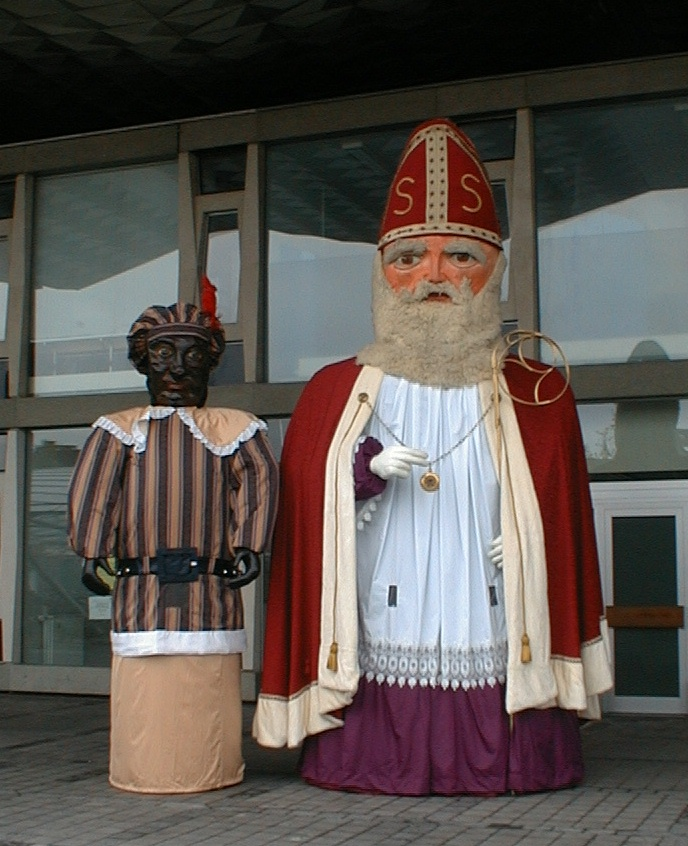
Raffigurazioni di Zwarte Piet e San Nicola

Zwarte Piet ("Pietro il nero") è un personaggio del folklore dei Paesi Bassi e del Belgio, che compare nella notte tra il 5 e il 6 dicembre nei panni di un servo moresco, come aiutante del portatore di doni San Nicola (in olandese: Sinterklaas). È da decenni al centro di polemiche in quanto è associato alla pratica del blackface.
Si tratta di un personaggio ricollegabile ad altre figure di aiutanti "scuri", come Père Fouettard (Francia), Hans Trapp (Alsazia), Knecht Ruprecht (Germania del Nord), Houseker (Lussemburgo), Klaubauf (Baviera e Austria), Belsnickel o Pelznickel (Germania sud-occidentale), Schmutzli (Svizzera), ecc., personaggi che la Chiesa cristiana identifica con il diavolo (e "Zwarte Piet" era proprio un'espressione che nel gergo olandese medievale indicava il diavolo).

## Caratteristiche
Zwarte Piet ha - come detto - le sembianze di un servo moresco: salta tra i camini e distribuisce caramelle ai bambini, ma minaccia i bambini cattivi di portarli via, trascinandoli con sé nel suo Paese d'origine, la Spagna (v. origini)..
Viene descritto con un carattere "clownesco" e un po' stupido ed è sempre pronto ad esibirsi in capriole.

## Origini
Come altri personaggi simili, rappresenta l'alter-ego "cattivo" e "oscuro" del portatore di doni e trae forse origine dalla figura mitologica di Herne/Pan.
Nello specifico, pare che il personaggio di Zwarte Piet sia nato alla fine del XVI secolo durante l'occupazione spagnola dei Paesi Bassi: rappresenterebbe infatti un soldato dell'Inquisizione, che la popolazione olandese vedeva come il "diavolo" (così come la Spagna, dove Zwarte Piet conduce i bambini cattivi, sarebbe "l'inferno") e sarebbe quindi il risultato dell'associazione diavolo-occupatore spagnolo.

In ogni caso, anche se questa associazione deve essere considerata soltanto una teoria, pare che il personaggio sia comunque da ricondurre ai contatti tra Paesi Bassi e Spagna, in particolare ai contatti commerciali intercorsi durante il XVII secolo, durante i quali in mezzo ai marinai Spagnoli comparivano spesso degli schiavi moreschi.
Secondo una leggenda popolare, Zwarte Piet sarebbe invece stato in origine uno spazzacamino italiano e il suo colore nero del sarebbe dovuto al fatto che questo personaggio si sporca passando attraverso i camini.
Dal punto di vista cristiano, infine, il personaggio raffigurebbe un aiutante di San Nicola originario dell'Etiopia che il santo conobbe in un mercato di schiavi a Myra e che si chiamava appunto Petrus ("Pietro").

## Storia
Storicamente, la figura di Zwarte Piet è attestata a partire dal 1848 e precisamente in un libro illustrato per bambini intitolato Sinterklaas en zijn knecht ("San Nicola e il suo servo"), opera dell'insegnante e poeta olandese Jan Schenkman.
Dal 1941, San Nicola/Sinterklaas è accompagnato da due Zwarte Pieten neri e da alcuni Zwarte Pieten bianchi.
Dopo la seconda guerra mondiale, l'aiutante di San Nicola/Sinterklaas è diventato uno solo.
Il colore scuro di Zwarte Piet ha dato adito a disquisizioni su possibili connotazioni razziste del personaggio. Le critiche provengono soprattutto da persone originarie delle ex colonie olandesi (Suriname e Caraibi olandesi).
Il 25 agosto 2020, il colosso di vendite online Amazon, si accoda alle decisioni adottate da altri negozi online olandesi quali bol.com e CoolBlue, e vieta la dicitura ""Zwarte Piet" perché contravviene alle linee guida che l'azienda adotta con tutti i rivenditori di terze parti.

## Zwarte Piet nel cinema e nelle fiction
- Il personaggio di Zwarte Piet è protagonista nella serie televisiva belga Dag Sinterklaas (1992-2007), dove è interpretato dall'attore Frans Van der Aa[13]
- Il personaggio di Zwarte Piet si ritrova nel film olandese del 2001 Terrorama! (regia di Edwin Brienen), dove è interpretato dall'attore Wim de Jong[14]
- Il personaggio di Zwarte Piet è protagonista nella serie televisiva belga del 2003 Hij komt, hij komt... De intrede van de Sint, anche qui interpretato dall'attore Frans Van der Aa[15]
- Il personaggio di Zwarte Piet si ritrova nel film TV olandese Sinterklaas pakt uit (2004), dove è interpretato dall'attore Max Sietsema[16]
- Il personaggio di Zwarte Piet è protagonista del film statunitense del 2005 Snowed, dove è interpretato dall'attore Paul Cebar[17]
- Il personaggio di Zwarte Piet compare nell'episodio 2 della 3 stagione Sinterklaas Is Coming to Town di Atlanta del 2022